# Уэсуги (род)

Мон рода Уэсуги

Род Уэсуги (яп. 上杉氏 уэсуги-си) — японский самурайский род периодов Муромати, Сэнгоку и Эдо в XIV—XIX веках. Вёл своё происхождение от древнего рода Фудзивара.

## История
Первоначально род Уэсуги делился на три ветви: Огигаяцу, Инукакэ и Яманоути. Из них только ветвь Яманоути Уэсуги имела большое значение и сохранилась до наших дней. Из рода Уэсуги наиболее известен Уэсуги Кэнсин (1530—1578), один из наиболее известных полководцев периода Сэнгоку («Эпохи воюющих провинций»).
В период Эдо (1603—1868) род Уэсуги стал одним из тодзама-даймё («внешние даймё»), в отличие от фудай-даймё и симпан-даймё, которые были наследственными вассалами или союзниками сёгунской династии Токугава.
Родоначальником рода считался крупный государственный деятель Фудзивара-но Ёсикадо, который занимал должность дайдзё-дайдзина («министра высшей политики») в IX веке.
Кандзюдзи Сигэфуса, 13-й потомок родоначальника рода Фудзивара-но Ёсикадо, в конце XIII века получил в наследственное владение домен Уэсуги в провинции Танго. После прибытия и вступление во владение доменом он принял имя Уэсуги Сигэфуса. От него происходили три главные ветви рода: Инукакэ, Яманоути и Огигаяцу.

## Период Муромати
Мать первого сёгуна Японии из династии Асикага — Асикага Такаудзи (1305—1358) — была дочерью Уэсуги Ёрисигэ и внучкой Уэсуги Сигэфуса.
В течение периода Муромати члены рода Уэсуги занимали важнейшие военно-административные должности в Камакурафу. Они были сюго (военными наместниками) отдельных провинций и канто-канрэями (заместителями сёгуна в регионе Канто).
Постепенно род Уэсуги приобрёл большую власть и силу в регионе Канто. В 1454 году канто-канрэй Асикага Сигэудзи (ок. 1438—1497) умертвил своего заместителя Уэсуги Норитада (1433—1454), но влияние рода Уэсуги не уменьшилось. Вассалы рода Уэсуги подняли восстание, разбили Сигэудзи и захватили Камакуру. В 1455 году Асикага Сигэудзи вынужден был бежать из Канто в дружественный город Кога. По просьбе рода Уэсуги сёгун Асикага Ёсимаса отправил своего брата Масамото, назначенного новым канто канрэем, с войском в Канто. Между сторонниками Сигэудзи и Масамото началась борьба за власть в регионе, который постепенно оказался в руках усилившегося рода Уэсуги. Уэсуги быстро расширялся и вскоре разделился на три ветви, названные по месту их резиденций. Ветвь Огигаяцу правила из замка Кавагоэ в провинции Мусаси, ветвь Яманоути утвердилась в замке Хираи в провинции Кодзукэ. Третья ветвь, Инакакэ, также имела собственный замок.
Все три ветви Уэсуги приняли участие в феодальных междоусобицах в Японии. Они даже сражались между собой в войне за верховную власть в регионе Канто, которая продолжалась примерно двадцать пять лет. Ветви Огигаяцу и Яманоути смогли выжить в этом конфликте, а третья ветвь, Инукакэ, пресеклась.

## Период Сэнгоку
Ветвь Огигаяцу Уэсуги традиционно опиралась на род Ота в провинции Мусаси, а Яманоути Уэсуги — на вассальный род Нагао из провинции Этиго. Ота Докан Сукэнага, вассал ветви Огигаяцу, которые были менее многочисленны, чем их родственники из ветви Яманогути, построил для своего господина Уэсуги Садамаса (1443—1494) в 1456 году замок Эдо. По распоряжению Уэсуги Моситомо Ота Докан укрепил в 1457 году замок Кавагоэ. В 1486 году по приказу Уэсуги Садамаса Ота Докан был убит. Нагао Тамэкагэ, вассал ветви Яманогути Уэсуги, в первые десятилетия XVI века вступил в союз с Ходзё Соуном, который в дальнейшем стал одним из сильнейших противников Уэсуги.
Род Го-Ходзё постепенно подчинил своей власти значительную часть региона Канто. В 1524 году Уэсуги Томооки, воевавший с родом Ходзё, потерпел поражение в битве при Таканавахара и потерял замок Эдо. После взятия Эдо между родами Уэсуги и Ходзё началась 17-летняя война за власть в Канто. В 1537 году после смерти Уэсуги Томооки Ходзё Удзицуна взял его резиденцию — замок Кавагоэ. После усиления рода Го-Ходзё Уэсуги две ветви рода Уэсуги — Огигаяцу во главе с Уэсуги Томосада и Яманоути во главе с Уэсуги Норимаса заключили союз для совместной борьбы против рода Го-Ходзё. В 1546 году в битве при Кавагоэ Ходзё нанесли поражение противнику. В этом сражении погиб Уэсуги Томосада, последний представитель ветви Огигаяцу.
Уэсуги Норимаса, владелец замка Хираи, вёл неудачную борьбу против родов Такэда и Го-Ходзё. В 1551 году он лишился своего замка Хираи, который был захвачен Ходзё Удзиясу. Уэсуги Норимаса, лишившись всех владений, бежал в провинцию Этиго к вассальному роду Нагао. Нагао Кагэтора предоставил убежище Уэсуги Норимасе, который взамен был вынужден его усыновить. Кагэтора стал приёмным сыном Уэсуги Норимасы, который в дальнейшем передал ему свои титулы.
Нагао Кагэтора принял новое имя — Уэсуги Кэнсин — и начал войну против родов Го-Ходзё и Такэда за контроль над регионом Канто. В 1578 году после смерти Кэнсина между его приёмными сыновьями Кагэкацу и Кагэторой началась междоусобная борьба за власть. В 1579 году победу одержал Уэсуги Кагэкацу, который вынудил Кагэтору совершить ритуальное самоубийство. Позднее Уэсуги Кагэкацу получил во владение от Тоётоми Хидэёси обширный домен Айдзу с доходом 1200000 коку риса.
Во время битвы при Сэкигахара Уэсуги Кагэкацу выступил на стороне Исиды Мицунари в его войне против Токугава Иэясу. После победы Токугава Иэясу Уэсуги Кагэкацу лишился богатого удела Айдзу.

## Период Эдо
В 1600 году Уэсуги Кагэкацу, ставший тодзама-даймё, получил во владение новый домен Ёнэдзава в провинции Дэва (доход — 300 000 коку). Область Ёнэдзава находилась в регионе Тохоку, на северо-востоке острова Хонсю.
Потомки Уэсуги Кагэкацу управляли Ёнэдзава-ханом до конца периода Эдо и ликвидации системы ханов. Последним даймё Ёнэдзава-хана был Уэсуги Мосинори (1844—1919), правивший в 1869—1871 годах.

## XX—XXI века
В 1919 году после смерти Уэсуги Мосинори 15-м главой рода стал его старший сын граф Уэсуги Нориаки (1876—1953). В 1953 году после смерти Наориаки 16-м главой рода становится его третий сын Уэсуги Таканори (1917—1995). С 1995 года главой рода Уэсуги является Уэсуги Кунинори (род. 1943), старший сын Таканори и правнук Мосинори, профессор института космонавтики и астронавтики, министр образования.

## Выдающиеся представители рода
- Уэсуги Сигэфуса (XIII в.), второй сын Фудзивара-но Киёси
- Уэсуги Нориаки (1306—1368), канто канрэй (1338, 1340—1351, 1366—1368)
- Уэсуги Ёсинори (1333—1378), сын Нориаки, канто канрэй (1368—1378)
- Уэсуги Норитака (1335—1394), сын Нориаки, канто канрэй (1379—1392)
- Уэсуги Норисада (1375—1413), канто канрэй (1405—1411)
- Уэсуги Норизанэ (1410—1466), 8-й глава рода Уэсуги (ветвь Яманоути), канто-канрэй (1419—1439)
- Уэсуги Фусааки (1432—1466), сын Норизанэ, канто канрэй (1455—1466)
- Уэсуги Норитада (1433—1454), сын Норизанэ, канто канрэй (1447—1454)
- Уэсуги Акисада (1454—1510), канто канрэй (1466—1510)
- Уэсуги Томооки (1488—1537), сын Томоёси
- Уэсуги Норимаса (1522—1579), сын Норифуса, канто канрэй (1531—1561)
- Уэсуги Томосада (1525—1546), сын Томооки
- Уэсуги Кэнсин (1530—1578), крупный японский полководец периода Сэнгоку
- Уэсуги Кагэтора (1552—1579), приёмный сын и преемник Кэнсина
- Уэсуги Кагэкацу (1555—1623), 1-й даймё Ёнэдзава-хана (1601—1623)
- Уэсуги Нарунори (1751—1822), 9-й даймё Ёнэдзава-хана (1767—1785)
- Уэсуги Наринори (1820—1889), 12-й даймё Ёнэдзава-хана (1839—1869), участник войны Босин (1868—1869)
- Уэсуги Мосинори (1844—1919), 13-й (последний) даймё Ёнэдзава-хана (1869—1871)